# Miklós Kovács
Miklós Kovács é um designer de carros húngaro, celebridade por conduzir o time de desígnio do modelo Kia Cee'd em Frankfurt, na Alemanha.
Graduou-se em 1995 em Pforzheim, na Alemanha, como um designer automotivo. Trabalha, atualmente, na Kia e já trabalhou para a Audi.